# 二条光平
二条 光平（にじょう みつひら）は、江戸時代前期の公卿。摂政二条康道と貞子内親王（後陽成天皇の皇女、後水尾天皇の同母妹）の子。官位は従一位摂政・関白・左大臣。二条家17代当主。

## 経歴
寛永元年（1625年）に二条康道と貞子内親王の子として誕生。江戸幕府3代将軍徳川家光から偏諱を受けた。
寛永11年（1634年）閏7月8日に正五位下に叙せられ元服、7月12日に左近衛少将に任じられた。8月2日に従四位下、10月28日に左近衛中将、寛永12年（1635年）1月5日に従三位に叙せられ、7月16日に権中納言に任命された。寛永14年（1637年）10月16日に権大納言、12月29日に正三位に昇格した。翌寛永15年（1638年）1月7日から12月23日まで右近衛大将に任官、寛永16年（1639年）1月5日に従二位に昇格、14日から寛永20年（1643年）7月13日まで右近衛大将に再任した。寛永17年（1640年）1月5日に正二位に叙せられ、寛永18年（1641年）12月2日に内大臣に任命された。
寛永20年7月13日、右近衛大将から左近衛大将に転任、慶安4年（1651年）2月3日まで在任した。正保4年（1647年）7月3日に右大臣、慶安5年（承応元年、1652年）2月9日に辞任したが21日に還任、9月15日に左大臣に昇格した。翌承応2年（1653年）9月21日に関白に任じられ藤氏長者となる。またこの間の正保2年（1645年）1月28日に後水尾上皇の第六皇女で母方の従妹に当たる賀子内親王を正室に迎え、慶安元年（1648年）に娘（隆崇院）を儲けた。
朝廷の行事と会合にしばしば出席しており、寛永11年に後水尾上皇が仙洞御所の小御所で開いた茶会に客の1人として出席、承応2年に儒学者朝山意林庵が父と後光明天皇に招かれると、翌承応3年（1654年）2月から3月にかけて行われた意林庵の『中庸』の講義を父と共に参加している。皇位継承問題にも父と共に関与、同年9月20日に急死した後光明天皇の後継者を決める相談に加わり、天皇の異母弟の高貴宮（後の霊元天皇）を養子にすること、幼い高貴宮が成長するまで中継ぎとして天皇のもう1人の異母弟かつ高貴宮の異母兄良仁親王が即位することを合意（後西天皇）、幕府との相談を勧めた東福門院の意向と後水尾法皇の支持も得た上で父と共に幕府へ書状を送り、幕府の承諾を取り付けた。
後西天皇の治世では関白を務め、明暦3年（1657年）3月8日に従一位に叙せられた。寛文2年（1662年）12月11日に識仁親王（高貴宮）元服の加冠役を務め、翌寛文3年（1663年）1月26日に識仁親王が後西天皇から譲位され霊元天皇となると摂政に転任したが、寛文4年（1664年）9月17日に辞任した（次の摂政は鷹司房輔が27日に就任）。
栄達を遂げた光平だったが、万治4年（1661年）1月15日に自邸から出火した火事が内裏・御所・多くの公家屋敷・町家・武家長屋を焼き払う大火災になる災難に見舞われた。また寛文2年9月12日に娘の隆崇院が甲斐甲府藩主徳川綱重に嫁いだが子が生まれず、他に子が無かったため養子を取る必要に迫られ、寛文6年（1666年）に薨去した父の後を継ぎ、遺言に基づき延宝4年（1676年）に九条兼晴の次男石君（後の二条綱平）を養子に迎え、後水尾法皇の甥で養子に推された一条冬基（後の醍醐冬基）を退けた。天和2年（1682年）11月10日に綱平が元服したが、2日後の12日に薨去。享年59。
父が庇護していた京狩野と関わりを持ち、京狩野に伝わる作品集『山楽山雪山水帖』にある瀟湘八景図（狩野山雪作と推測される）に書かれた墨書「二条御内三位殿」の署名は位階が三位だった時期の父か光平を指しているとされる。また山雪の息子狩野永納が二条家に頻繁に出入りしていたことが二条家の記録『二条家内々番所日次記』に記され、光平が書を、永納が画を描いた万治2年（1659年）の合作『舞楽図巻』が現存している。永納にとって光平は特別な存在であり、光平が亡くなったことで永納は隠居を決断したとされ、貞享元年（1684年）6月に息子の狩野永敬へ家督を譲った後は『本朝画史』の本格的な執筆と編集に取り組んだ。
寛文8年（1668年）、住吉如慶・具慶父子の合作である多武峯縁起絵巻（談山神社所蔵）に光平を始めとした藤原氏一門42人が詞書を記した。

## 系譜
- 父：二条康道
- 母：貞子内親王 - 後陽成天皇の皇女、後水尾天皇の同母妹
- 正室：賀子内親王 - 後水尾天皇の第六皇女、明正天皇の同母妹
  - 女子：隆崇院 - 九条兼晴の養女、徳川綱重正室
- 養子
  - 男子：二条綱平 - 九条兼晴の子
  - 女子：紅玉院 - 綾小路俊景または山科言行の娘、鷹司孝子養女、徳川綱重継室
- 猶子
  - 男子：永悟法親王 - 後西天皇皇子